# Plitvica Selo
Plitvica Selo falu Horvátországban Lika-Zengg megyében. Közigazgatásilag Plitvička Jezerához tartozik.

## Fekvése
Otocsántól légvonalban 29 km-re, közúton 61 km-re keletre, községközpontjától, Korenicától légvonalban 19 km-re közúton 33 km-re északnyugatra, a Plitvicei-tavak Nemzeti Park területén, a tavakba északnyugatról ömlő Plitvica-patak partján fekszik. Határában vezeti le a Korana-folyó a tórendszer vizét és ettől a ponttól keletre található a nemzeti park bejárata is.

## Története
A Plitvicei-tavak környéke a 17. század végén kezdett benépesülni, miután 1689-ben Lika területéről teljesen kiűzték a törököt. Az osztrák–török háborút lezáró 1791-es szisztovói béke után a törökök kiürítették a tavaktól keletre eső területeket is, és a határ megerősítésre került. Ennek keretében több őrtornyot emeltek, melyek őrzését határőrökre bízták. Ilyen őrtorony állt Plitvicán is nyolc fő őrséggel. A katonai közigazgatás alatt álló területekről főként szerb és kisebb részben horvát határőrcsaládok telepedtek itt le. Szerb pravoszláv lakosai a sadilovaci parókiához tartoztak. A falunak 1880-ban 187, 1910-ben 279 lakosa volt. A trianoni békeszerződés előtt Lika-Korbava vármegye Korenicai járásához tartozott. Ezt követően előbb a Szerb–Horvát–Szlovén Királyság, majd Jugoszlávia része lett. 1991-ben lakosságának 72 százaléka szerb nemzetiségű volt. 1991-ben a független Horvátország része lett, de szerb lakossága még az évben Krajinai Szerb Köztársasághoz csatlakozott. A horvát hadsereg 1995. augusztus 6-án a Vihar hadművelet keretében foglalta vissza a község területét. A falunak 2011-ben 58 lakosa volt, akik ma főként a turizmusból élnek.

## Lakosság
| Lakosság változása | Lakosság változása | Lakosság változása | Lakosság változása | Lakosság változása | Lakosság változása | Lakosság változása | Lakosság változása | Lakosság változása | Lakosság változása | Lakosság változása | Lakosság változása | Lakosság változása | Lakosság változása | Lakosság változása | Lakosság változása |
| ------------------ | ------------------ | ------------------ | ------------------ | ------------------ | ------------------ | ------------------ | ------------------ | ------------------ | ------------------ | ------------------ | ------------------ | ------------------ | ------------------ | ------------------ | ------------------ |
| 1857               | 1869               | 1880               | 1890               | 1900               | 1910               | 1921               | 1931               | 1948               | 1953               | 1961               | 1971               | 1981               | 1991               | 2001               | 2011               |
| 0                  | 0                  | 187                | 278                | 307                | 279                | 255                | 275                | 247                | 202                | 282                | 260                | 214                | 192                | 36                 | 58                 |

(1857-ben és 1869-ben lakosságát Gornji Babin Potokhoz számították, 1880-ban és 1890-ben az adatok Plitvička Jezera adataival együtt értendők. 1991-ben kivált Plitvica a megszűnt településből.)

## Nevezetességei
- Rodići településrész közelében, a Plitvice-pataktól északra fekvő mező szélén található a „Crkvina” nevű hely, amely több nevet is visel (Široka luka, Luka vagy Sertića luka). A szelíd völgyet kissé magasabb dombok védik, amelyeken keresztül a Plitvice-patak áttört. A lelőhely egy lapos, kissé magasabb gerinc, amely valószínűleg valamivel magasabb volt, tekintve, hogy négy évtizeddel ezelőttig a területet mezőgazdasági célokra használták. Itt állt egykor a település 15. századi Szent Márk temploma, ma azonban a felszínen nincsenek épületnyomok, csak mésztufa és a vakolat apróbb darabjai utalnak az egykori épületre. A templom a 19. század végén pusztult el.[4]
- A tavaktól északnyugatra, Plitvica Selo falu fölött, egy dombon található a Villa Izvor épületkomplexuma. A  villát az 1949 és 1953 közötti időszakban építették Zvonimir Marohnić és Riko Marasović tervei alapján. Reprezentatív lakóépületnek tervezték, északi részén rusztikus kőhomlokzattal, a déli oldalon fából készült üvegezett loggiákkal és a közvetlen közelében épített kiegészítő létesítményekkel (parkoló és közmű szolgáltatások). Rendeltetésében Egyesíti szociális, rekreációs, szállási és munkaügyi funkciókat. Az őshonos anyagok felhasználásával épített villa értékes példája a háború utáni horvát építészetnek.[5]
- Védett kulturális műemlék a 81-es szám alatti népi építésű épületegyüttes,[6] mely egy lakóházból és a hozzá tartozó gazdasági épületekből áll. A földszintes fa lakóház téglalap alaprajzú, hátul rizalittal. A ház számos archaikus elemet őrzött meg: nyitott tűzhelyet nyitott tetőtérrel, fagerendákat, loggiát, kétrészes térelosztást, kis ablaknyílásokat. A gazdasági épület téglalap alaprajzú, nyeregtetővel, tölgyfa deszkából épült. A tipikus 19. századi likai vidéki épületegyüttes, a múltbeli beavatkozások ellenére megőrizte eredeti szerkezetét.